# Frank Albert Cotton

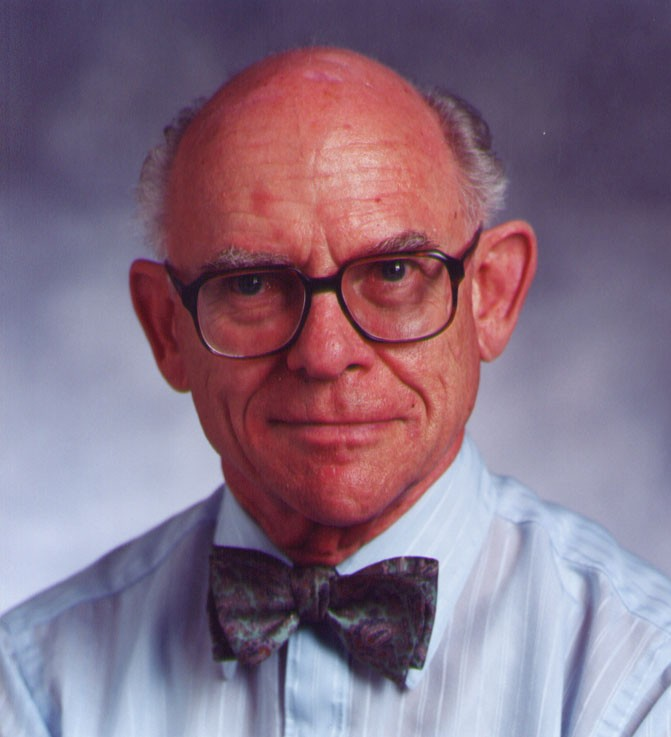
Albert Cotton

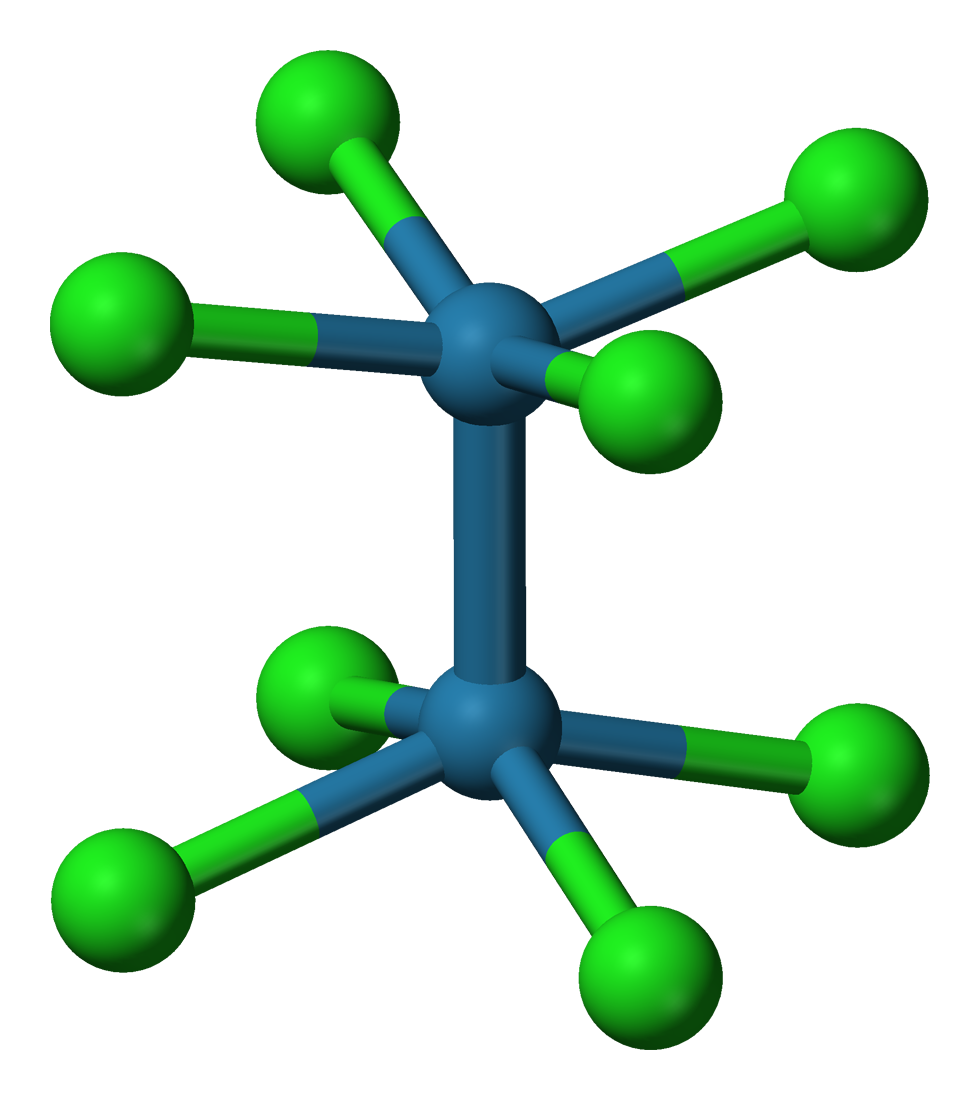
Von Cotton 1964 beschriebene Vierfachverbindung, das Octachloridodirhenat(III)-Ion

Frank Albert Cotton, genannt Albert (Al) Cotton (* 9. April 1930 in Philadelphia; † 20. Februar 2007), war ein US-amerikanischer Chemiker.

## Leben
Cotton studierte an der Drexel University und der Temple University (Bachelor 1951) und wurde 1955 mit einem Thema über Metallocene bei Geoffrey Wilkinson an der Harvard University promoviert. Danach ging er ans Massachusetts Institute of Technology, wo er 1961 Professor wurde (was bis heute ein Rekord am MIT ist). 1972 wurde er Professor an der Texas A&M University, zuletzt als W. T. Doherty Welch Foundation Professor und Leiter des Laboratory for Molecular Structure and Bonding.
Cotton ist bekannt für seine Arbeiten über die Chemie von Übergangsmetallen, organometallische Verbindungen und Metallcluster, Kristallfeldtheorie, Metall-Metall Bindungen und für seine Lehrbücher. 1964 beschrieb er die erste Vierfachbindung, das Octachloridodirhenat(III)-Ion (Re2Cl82−). Er ist Autor oder Ko-Autor von über 1600 Veröffentlichungen, war Vorsitzender der Abteilung Anorganische Chemie der American Chemical Society und hatte über 100 Doktoranden.
1960 wurde er Sloan Research Fellow. 1982 erhielt er die National Medal of Science, 2000 den Wolf-Preis und 1998 die Priestley Medal der American Chemical Society. Weiter erhielt er die Lavoisier-Medaille, den Paracelsus-Preis, den NAS Award in Chemical Sciences und den Robert A. Welch Preis. 1990 erhielt er den König-Faisal-Preis. Er war Mitglied der National Academy of Sciences, der American Philosophical Society, der American Academy of Arts and Sciences (1962) und mehrerer ausländischer Akademien, unter anderem der Académie des sciences und der Göttinger Akademie der Wissenschaften (1979). Er hatte 29 Ehrendoktorate.
Er war seit 1959 verheiratet und hatte zwei Töchter. Sein Tod infolge einer Kopfverletzung durch einen Sturz führte zu Untersuchungen, da zunächst ein Herzanfall angenommen wurde und er mehrere Monate im Koma lag.
Die seit 1995 jährlich vergebene F. A. Cotton Medal für Exzellenz in chemischer Forschung der Texas A&M University ist ihm zu Ehren benannt.

## Schriften
- Chemical applications of group theory, Wiley 1963, 3. Auflage 1990
- mit Geoffrey Wilkinson Grundlagen der anorganischen Chemie Wiley 1990, ISBN 3-527-26686-0
- mit Wilkinson: Advanced inorganic chemistry, Wiley 1962, 6. Auflage 1999
- mit R. A. Walton: Multiple Bonds Between Metal Atoms, Oxford University Press 1993*

- Autobiographie: My life in the golden age of chemistry: more fun than fun. Elsevier, 2014, ISBN 978-0-12-801216-1